# Gabane
Gabane ist eine Stadt in Botswana. Sie liegt im Kweneng District und ist etwa 15 Kilometer westlich von der Hauptstadt Gaborone entfernt. Sie ist über die Fernstraße A10 mit Gaborone und Kanye verbunden. Die Siedlung wurde ursprünglich von dem Volk der Balete besiedelt und ist heute eine Vorstadt von Gaborone.

## Bevölkerungsstatistik
| Jahr | Bevölkerung | Typ          |
| ---- | ----------- | ------------ |
| 1981 | 2.688       | Volkszählung |
| 1991 | 5.975       | Volkszählung |
| 2001 | 10.399      | Volkszählung |
| 2011 | 15.237      | Volkszählung |

## Sport
Der Fußballverein Uniao Flamengo Santos F.C. stammt aus der Stadt.